# Gare de Martigné-Ferchaud
Gare de Martigné-Ferchaud vasútállomás Franciaországban, Martigné-Ferchaud településen.

## Vasútvonalak
Az állomást az alábbi vasútvonalak érintik:
- Châteaubriant-Rennes-vasútvonal

## Kapcsolódó állomások
A vasútállomáshoz az alábbi állomások vannak a legközelebb:
- Gare de Châteaubriant (Gare de Châteaubriant, Châteaubriant-Rennes-vasútvonal)
- Gare de Retiers (Gare de Rennes, Châteaubriant-Rennes-vasútvonal)